# Кабус ибн Саид ел Саид
Кабус ибн Саид ел Саид (арап. قابوس بن سعيد آل سعيد‎; Салала, 18. новембар 1940 — 10. јануар 2020) био је султан Омана и његових зависних територија. Дошао је на власт у дворском пучу када је срушио с власти свог оца Саида бин Тајмура 23. јула 1970. године. Он је 14. потомак оснивача династије Ел Саид.

## Биографија
Рођен је 18. новембра 1940.) у граду Салала, на југу Омана, као син јединац султана Саида ибн Таимура. Основно и средњошколско образовање завршио је код куће и у Индији, након чега је послан на приватни колеџ у Енглеској. Након дипломирања на Војној академији Сендхурст, ушао је у службу Британске војске и био додељен Првом батаљону шкотских стрелаца. После војске се школовао још неко време, а затим се вратио у родну земљу, где је студирао ислам и историју своје земље.
Шест година пре Таимуровог свргавања, Кабус је био стављен у кућни притвор. Коначни сукоб између присталица Тајмура и Кабуса десио се у јулу 1970. године, када су победили Кабусови људи. Тајмур је срушен с власти, а Кабус је устоличен за новог султана Омана. Британци су му помогли да учврсти власт. Кабус је после тога преселио престоницу у Мускат и покренуо истраживања и вађења нафте широм земље. Укинуо је старо име земље Мускат и Оман и прогласио ново име Султанат Оман, како би на тај начин истакнуо јединство земље.

### Владавина
Кабус је након преузимања власти, командовао државом и војском током Дофарског рата,а уз подршку Ирана и УК је успео да порази побуњенике 1976. године.
Кабусов начин владавине била је апсолутна монархија. За разлику од владарске породице у Саудијској Арабији, Кабус није своје политичке одлуке доносио након саветовања са својом породицом. Последњих је година Кабус допустио одржавање парламентарних избора у којима су и жене смеле да гласају и да излазе као кандидаткиње својих странака. Парламент Омана поседује законодавне и надзорне функције. Оман је 1979. године био једина арапска држава која је подржала Садатов мировни споразум с Израелом.
Од Кабусовог доласка на власт, Оман је проширио међународне односе, покренута су многа новинска гласила, порастао просперитет становништва, основане су многе школе, саграђени аутопутеви и остале бенефиције.
Кабусу ибн Саиду је Национално веће америчко-арапских односа 1998. године уручило Међународну награду за мир. Он такође одржава добре односе с осталим арапским земљама и партнерима у Већу заливске сарадње.
Кабус званично води неутралну политику и одржава добре односе с Ираном упркос савезништву с САД и Уједињеним Краљевством. Био је против убрзаног америчког повлачења из Ирака.

### Приватни живот
Кабус ибн Саид нема деце, а најближа родбина су му његове три сестре. Вероватно је да ће га по принципу примогенитуре на власти наследити најближи прворођени мушки рођак, односно нећак његовог покојног ујака, Тарик ибн Таимур ел Саид. Он је био премијер Омана, пре него је Кабус преузео и ту функцију.
Кабус је 1976. накратко био ожењен својом рођакињом Камилом, али се убрзо развео од ње и од тада је неожењен.
Његов рођендан се у Оману слави као национални празник. Дан његовог доласка на власт, 23. јул, слави се под именом Дан ренесансе.

## Смрт
Од 2015. године султан Кабус се лечио од рака дебелог црева. Лечио се у Белгији, да би се вратио у родни Оман три недеље пред смрт. Умро је 10.1.2020. године у 79 години живота и непуних 50 година владавине (тачније 49 година, 5 месеци, 2 недеље и 4 дана).